# Appleby (Lincolnshire)
Appleby – wieś i civil parish w Anglii, w hrabstwie ceremonialnym Lincolnshire, w dystrykcie (unitary authority) North Lincolnshire. Leży 44 km na północ od Lincoln i 237 km na północ od Londynu.
W 2011 roku civil parish liczyła 588 mieszkańców. Appleby jest wspomniana w Domesday Book (1086) jako Aplebi.